# Will (gruppo musicale)
Will (a volte scritto WILL) è una band canadese industrial attiva dal 1987 al 1992.

## Storia
Il progetto Will, più una collaborazione che un gruppo vero e proprio, nasce nel 1987 da Rhys Fulber (entrato poco prima nei Front Line Assembly) con Chris Peterson e John McRae. Influenzati dall'iconografia cristiana, danno alla luce il primo e unico album, Pearl of Great Price, il cui titolo fa riferimento a uno dei testi principali della Chiesa di Gesù Cristo dei santi degli ultimi giorni, la Perla di gran prezzo, nel 1991. Il suono è possente, orchestrale, cupo, intriso di angosce millenaristiche, ben diverso da quello proposto dai Front Line Assembly. Segue l'EP Word Flesh Stone del 1992, dopo il quale il progetto viene messo in stasi (senza tuttavia scioglierlo ufficialmente). La raccolta Deja Vu del 2000 sembra anticipare una nuova partenza, ventilata dalla band anche nel 2002, ma senza nulla di fatto.

## Formazione
I membri del gruppo furono Rhys Fulber (tastiere), Chris Peterson (percussioni) e John McRae (voce), con la partecipazione di Jeff Stoddard al primo album e di Michael Balch come tecnico del suono e chitarrista sull'EP.

## Discografia

### Album in studio
- 1991 - Pearl of Great Price

### EP
- 1992 - Word Flesh Stone

### Raccolte
- 2000 - Deja Vu

## Curiosità
John McRae, Chris Peterson e Jeff Stoddard hanno poi lavorato come Decree sull'album Wake of Devastation del 1997.